# الینگوینج
الینگوینج (به انگلیسی: Allengunj) یک منطقهٔ مسکونی در هند است که در اوتار پرادش واقع شده‌است.